# Valle de Santa Ana
Valle de Santa Ana est une commune d’Espagne, dans la province de Badajoz, communauté autonome d'Estrémadure.